# Korallcylinderormar
Korallcylinderormar  (Anomochilidae), är en familj ormar som består av ett släkte med tre arter. De påminner mycket om familjen cylinderormar (Cylindrophiidae).

## Kännetecken
Ormarna saknar gift. De har litet huvud med små ögon och kort svans. De blir 20 till 36 centimeter långa. Ormarna är mycket skygga och hittas nästan aldrig av människor. Bara 9 exemplar av båda arterna tillsammans har hittats av forskare.

## Utbredning
Korallcylinderormar förekommer i västra Malaysia och på den indonesiska ön Sumatra samt på Borneo.

## Hot
Man har för lite information om familjen för att avgöra om den löper risk att bli utrotad.

## Levnadssätt
Mycket litet fakta om familjens levnadssätt finns, men den lever förmodligen i lös jord och under fallna löv. För båda arter antas att de äter maskar och insektslarver. Man har hittat äggskal i en ormhona, så minst en art är ganska säkert ovipar.

## Systematik
De två arterna i familjen korallcylinderormar var liksom arterna i familjen Cylindrophiidae tidigare ordnade under familjen Uropeltidae, men detta ändrades år 1993. Bara ett fåtal individer från familjen har hittats. Vissa forskare säger att båda arterna bara är två olika populationer av en art, medan andra anser att familjen bör delas in i mer än två arter.

## Arter
Arter enligt Catalogue of Life:
- Anomochilus leonardi
- Anomochilus weberi

2008 beskrev ytterligare en art.
- Anomochilus monticola